# جيمس إتش. بيكر
جيمس إتش. بيكر هو ضابط وصحفي وسياسي أمريكي، ولد في 6 مايو 1829 في مونرو في الولايات المتحدة، وتوفي في 25 مايو 1913 في مانكيتو في الولايات المتحدة. نشط حزبياً في الحزب الجمهوري.